# Antonio Cromartie
Antonio Cromartie (Tallahassee, 15 aprile 1984) è un giocatore di football americano statunitense che gioca nel ruolo di cornerback nella National Football League (NFL). Fu scelto come 19º assoluto del Draft NFL 2006 dai San Diego Chargers. Al college ha giocato a football all'Università statale della Florida.

## Carriera

### San Diego Chargers
Pur non impressionando nella NFL Combine del 16 marzo 2006 (a soli 8 mesi da un'operazione al ginocchio), al draft NFL 2006 Cromartie fu selezionato come 19ª scelta assoluta dai San Diego Chargers. Il 25 luglio firmò un contratto di 5 anni per 12,5 milioni di dollari, oltre a un bonus alla firma di 7,35 milioni.

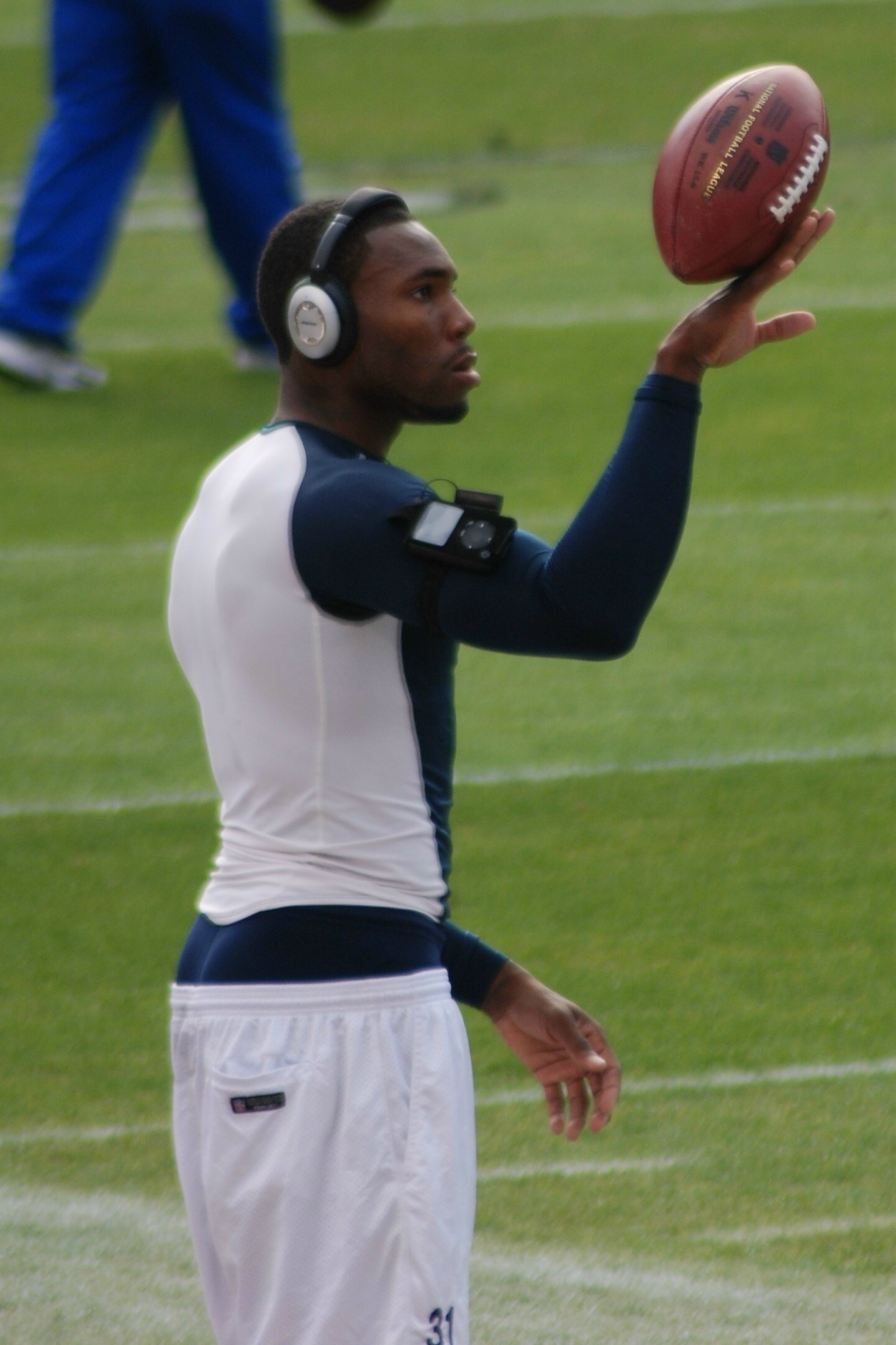
Cromartie durante il periodo coi Chargers.

Nella sua prima stagione venne schierato come cornerback, alternando giocate difensive che esaltarono le sue doti atletiche ad errori di inesperienza tipici di un rookie. Tuttavia, nella partita contro gli Oakland Raiders, Cromartie effettuò un ritorno su kickoff di 91 yard, diventando il più lungo ritorno per i Chargers dal 2001.
L'effettiva consacrazione avvenne nella stagione successiva e precisamente il 28 ottobre nel match contro gli Houston Texans. Cromartie vinae il titolo di miglior difensore della settimana della AFC guidando la sua squadra in una vittoria per 35 a 10. La sua prestazione terminò con 2 intercetti (di cui uno da 70 yard ritornato in touchdown), 91 yard guadagnate su ritorno complessivamente e un fumble recuperato, ritornato anch'esso in touchdown.
La settimana successiva entrò nella storia della NFL con il più lungo ritorno su field goal sbagliato della storia. Il kicker Ryan Longwell dei Minnesota Vikings fallì il tentativo di field goal da 58 yard sul finire del primo tempo. Cromartie recuperò la palla nella propria end zone ritornandolo per 109 yard in touchdown.
Nel match successivo colleziona la sua prima presenza come titolare, a seguito dell'infortunio del cornerback Quentin Jammer, con 3 intercetti ai danni di Peyton Manning Cromartie è stato il primo giocatore a mettere a segno 3 intercetti nella stessa partita della stagione regolare aggiudicandosi ancora il miglior difensore della settimana della AFC per la sua prestazione.
Nei divisional round dei play-off, il 13 gennaio 2008, Cromartie mise a segno il quarto intercetto stagionale ai danni del quarterback degli Indianapolis Colts, contribuendo con un fumble forzato ai danni di Marvin Harrison alla vittoria finale dei Chargers.
Nella successiva finale della AFC contro i New England Patriots, Cromartie mise a segno un intercetto su Tom Brady ma i Chargers furono eliminati a un passò dal Super Bowl.
Il 16 dicembre 2007, Cromartie stabilì un nuovo record di franchigia col decimo intercetto stagionale, strappando il primato a Charlie McNeil che nel 1961 ne totalizzò 9. Altri due li mise a segno nei playoff.

### New York Jets
Il 4 marzo 2010, Cromartie fu scambiato coi New York Jets per la 61ª scelta del draft NFL 2011.
Il 1º agosto 2011 rifirmò per altri 4 anni per un totale di 32 milioni di dollari.
Il 26 dicembre 2012, Cromartie fu convocato per il secondo Pro Bowl in carriera, convocazione avvenuta anche la stagione successiva al posto di Richard Sherman, impegnato coi Seattle Seahawks nel Super Bowl XLVIII. Il 9 marzo 2014, Cromartie fu svincolato dai Jets.

### Arizona Cardinals
Il 20 marzo 2014, Cromartie firmò un contratto annuale con gli Arizona Cardinals. I primi due intercetti con la nuova maglia li fece registrare nella settimana 8 contro gli Eagles e un terzo la domenica seguente contro i Cowboys, in cui la sua squadra vinse la quarta gara consecutiva. Il 3 gennaio 2015, nel primo turno di playoff, Cromartie intercettò un passaggio di Cam Newton ritornandolo per 50 yard, ma Arizona fu eliminata dai Carolina Panthers. Come l'anno precedente, Cromartie fu convocato per il Pro Bowl al posto di Richard Sherman, qualificatosi per il Super Bowl.

### Ritorno ai Jets
Il 12 marzo 2015, Cromartie firmò per fare ritorno ai Jets.

## Palmarès
- Convocazioni al Pro Bowl: 4

2007, 2012, 2013, 2014
- First-team All-Pro:1

2007
- NFL Alumni Defensive back dell'anno: 1

2007
- Miglior difensore della settimana della AFC: 3

8ª e 10ª settimana della stagione 2007, 2ª settimana della stagione 2011
- Leader della NFL in intercetti: 1

2007
- Record NFL: più lunga giocata nella storia della NFL (109 yard) (condiviso con Cordarrelle Patterson)
- Record NFL: più lungo field goal sbagliato ritornato in touchdown (109 yard)

## Statistiche
| Partite totali      | 143 |
| Partite da titolare | 118 |
| Tackle              | 374 |
| Sack                | 0,0 |
| Intercetti          | 31  |
| Fumble forzati      | 2   |

Statistiche aggiornate alla stagione 2014

## Vita privata
Cromartie ha almeno nove figli, avuti da otto donne differenti. Suo cugino, Dominique Rodgers-Cromartie, è stato messo sotto contratto come cornerback dagli Arizona Cardinals dalla stagione 2008.